# هجمات طهران 2017
في 7 يونيو 2017، حدث هجومان في نفس الوقت ضد البرلمان الإيراني وضريح روح الله الخميني، مما أسفر عن مقتل 17 شخصًا وإصابة 40 بجروح. وأعلنت الدولة الإسلامية مسؤوليتها عن الهجومين. وكانت عمليات إطلاق النار هي أول الهجمات العدائية في طهران منذ أكثر من عقد من الزمان، وكان آخر هجوم كبير في البلاد بعد تفجيرات زاهدان 2010.
وذكر مسؤولون حكوميون في وقت لاحق أنّهم أحبطوا هجوما ثالثا في ذلك اليوم. وأفادت أجهزة الأمن الإيرانية في 8 يونيو أنها حددت خمسة مسلحين مسؤولين عن الحدثين التوأمين، وكشفوا عن أسماء الرجال الأولى، وتفصيلا أنهم دخلوا إيران خلال الفترة من يوليو إلى أغسطس 2016. ويقال إن المهاجمين خدموا في خلية سرية. واتهم بعض المسؤولين الإيرانيين السعودية والولايات المتحدة والحكومة الاسرائيلية بالمسؤولية عن الهجمات.
وتمت الجنازة الرسمية في 9 يونيو في مقر البرلمان الإيراني وبعد صلاة الجمعة في طهران، وحضرها العديد من المسؤولين الإيرانيين مثل الرئيس حسن روحاني ورئيس البرلمان علي لاريجاني ورئيس السلطة القضائية صادق لاريجاني وحشد كبير من الناس. وأكد خطاب روحانى على الوحدة الوطنية قائلا «ان الامة ستظهر بلا شك منتصرا».

## الهجوم على البرلمان
ووفقا لبيان أدلى به حسين ذو الفقاري نائب وزير الداخلية الإيراني، إلى إذاعة جمهورية إيران الإسلامية، دخل أربعة مسلحين المبنى الإداري للبرلمان متنكرين كنساء. وفتح المسلحون النار مما أدى إلى إصابة من سبعة إلى ثمانية أشخاص. وذُكر أن المسلحين أخذوا بعض الرهائن، على الرغم من أن الحكومة الإيرانية نفت ذلك.
وبعد ذلك، أحاطت قوات الأمن المبنى. وقال عضو في البرلمان الإيراني أن أحد موظفيه كان من بين الضحايا. وأدى إطلاق النار إلى إصابة أحد الحراس الذي قتل لاحقا إضافة إلى إصابة عدد من المراجعين العاديين الذين كانوا ينتظرون لقاء مع نوّاب مدنهم. وقال التلفزيون الإيراني أن أحد المهاجمين فجّر نفسه داخل مبنى البرلمان بينما كان البرلمان في جلسة.
وذكرت وكالة أنباء اسوشيتد برس أن الصحفيين في الموقع شاهدوا قناصة الشرطة على أسطح المنازل القريبة. وأُغلقت المحلات التجارية في الحيّ. وقال شهود عيان أن المسلحين كانوا يطلقون النار على أشخاص في الشارع من الطابق الرابع من مبنى البرلمان.

### اقتحامالحرس الثوري الإسلاميللبرلمان

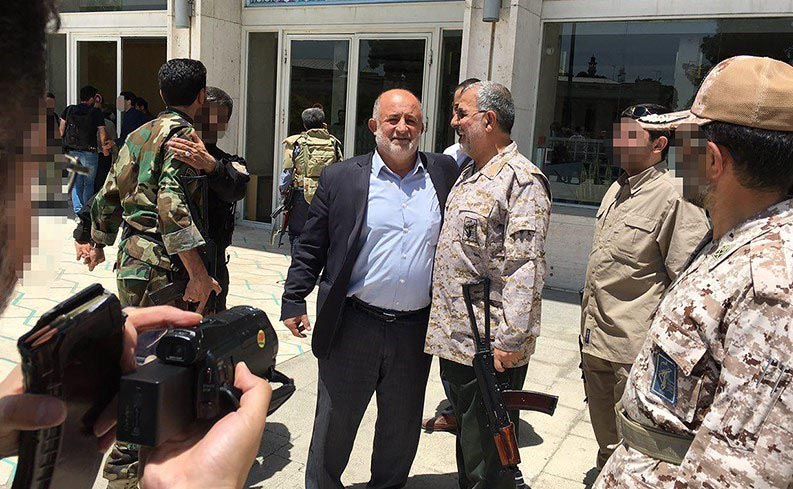
العميد محمد باكبور (مركز، يحمل بندقية)، قائد القوات البرية للحرس الثوري الإيراني، بعد انتهاء الهجوم البرلماني

اقتحمت القوات الخاصة التابعة لقوات حرس الثورة الإسلامية المعروفة باسم وحدة صابرين بقيادة العميد محمد باكبور، قائد القوات البرية البرلمان واتخذ القناصة مواقعهم. وبعد انتهاء الاقتحام دخل البرلمان اللواء محمد علي جعفري، القائد العام للحرس يرافقه العميد حسين سلامي، نائب قائد الحرس الثوري الإيراني، والعميد غلامحسين غيب برور، وقائد الباسيج وحسين نجاة، نائب رئيس مكتب الاستخبارات في الحرس الثوري الإسلامي.
وكان فريق من القوات الخاصة قد شق طريقه إلى الطوابق العليا من البرلمان وقتل أحد المهاجمين مما جعل الآخرين يبدءان بإطلاق نار عشوائى على المواطنين. وكشف إطلاق النار مكان المسلحين. وقالت قوات الحرس الثوري الإيراني أنها قتلت مهاجمًا آخر قبل أن يفجّر سترته الناسفة. وذكرت الحكومة الإيرانية في وقت لاحق أن أربعة مسلحين قتلوا.

### المنفذون
أصدرت وزارة الاستخبارات والأمن الوطني الإيرانية بيانا في 8 يونيو 2017، يتضمن تفاصيل عن المعلومات المتعلقة بالمنفذين الخمسة والخلايا التابعة لهم، والذين قيل أن هوياتهم الكاملة قد حددت بعد عمل استخباراتي من قبل الوزارة. ولم يصدر البيان سوى الأسماء الأولى للمنفذين وقال إن أسمائهم الأخيرة تم حجبها بسبب اعتبارات اجتماعية وأمنية معينة. ووفقا لبيان وزارة الاستخبارات، فإن الأفراد الذين شاركوا في تنفيذ الهجمات هم خمسة عناصر لهم تاريخ من أنشطة مسلحة سابقة وارتبطوا بالجماعات المسلحة. حيث تم تجنيدهم في تنظيم الدولة الإسلامية (داعش) وغادروا البلاد ليشاركوا في الحرب في الموصل والرقة.
وتابعت الوزارة أن هؤلاء العناصر دخلوا البلاد في شهر تموز أو آب عام 2016 تحت قيادة أحد القادة البارزين في تنظيم داعش والمسمى أبو عائشة، وكانوا ينوون تنفيذ عمليات مسلحة في المدن الدينية، لافتة إلى أن تلك العملية فشلت بعد قضاء الوزارة على المجموعة المسلحة وتصفية العناصر الرئيسية فيها، مما دفع بقية العناصر إلى التواري عن الأنظار. تم التعرف عليهم على أنهم سيرياس، فريدون، قيوم، أبو جهاد، ورامين.

## تبني الهجمات
في يوم الأربعاء 7 يونيو 2017 تبني تنظيم الدولة الإسلامية الهجومين من خلال وكالة أنبائه الرسمية أعماق.

## بعد الحدث

### تشييع جنازة

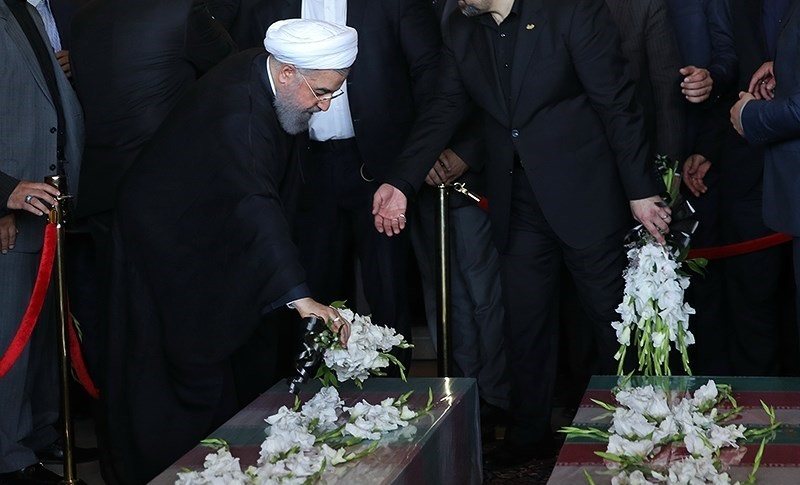
رئيس الجمهورية الإسلامية الإيرانية حسن روحاني يشيع الضحايا خلال جنازة 9 يونيو 2017.

تمت الجنازة في 9 يونيو 2017 في مقر البرلمان، وحضرها مسؤولون إيرانيون مثل الرئيس حسن روحاني ورئيس البرلمان علي لاريجاني ورئيس السلطة القضائية صادق لاريجاني. ومن بين الأشخاص الذين شاركوا في الجنازة وزراء حكوميون وكبار الشخصيات مثل آية الله محمد محمدي - غولبايغاني، رئيس مكتب المرشد الأعلى آية الله علي خامنئي. كما جاء السفراء الأجانب أيضا.
وقال رئيس البرلمان خلال مراسم الاحتفال «اليوم يوم شاق للأمة الإيرانية. وداعا للأعزاء الذين استشهدوا بحزن»، وقال: «إن الإرهابيين لم يصلوا إلى هدفهم»، وأما خطاب روحاني فكا يركز على الوحدة الوطنية، قائلا: «إن الأمة ستظهر بلا شك منتصرة».

### القبض على المشتبه بهم
قالت السلطات الإيرانية أنها اعتقلت 41 شخص، واتهمتهم بالانتماء لتنظيم الدولة الإسلامية في 9 يونيو 2017. وكانت حملات الاعتقال في محافظات إيرانية كرمانشاه، كردستان، أذربيجان الغربية وطهران. وخلال هذه العمليات، عثر أيضا على كمية هائلة من الأسلحة ومواد القنابل والأحزمة المتفجرة ومعدات الاتصال والوثائق المزورة.
وفي 10 يونيو 2017 كشف العميد حسين أشتري خلال كلمة له في مهرجان لقوى الأمن الداخلي عن اعتقال مجموعة اتهمها بأنها على صلة بالهجوم الّذي استهدف طهران الأربعاء الماضي. كذلك أعلنت قيادة الشرطة في محافظة ألبرز غرب طهران عن اعتقال أحد عناصر «داعش» في مدينة «كرج» غرب طهران.

## ردود الفعل

### المحلية
وأعرب مسؤولون حكوميون إيرانيون عن تعاطفهم مع الضحايا وأدانوا الهجوم:
- قال علي خامنئي:«ليعلم الجميع بأن مثل هذه المفرقعات لن تقهر إرادة الشعب الإيراني وهؤلاء أحقر من أن يكون بوسعهم التأثير سلباً على إرادة الشعب الإيراني والمسؤولين في البلد. ولقد أثبتت هذه الأحداث بالطبع أن الجمهورية الإسلامية لو لم تقف في تلك النقطة التي تشكل البؤرة الرئيسية لاشتعال نيران هذه الفتن، لوقعنا حتى اليوم في أزمات كثيرة من هذا الجانب في داخل البلد. سيتم اقتلاعهم من جذورهم إن شاء الله.»[30] كذلك أصدر بيانا في أعقاب العملية في طهران قال فيه: «أن هذه العملية علامة واضحة على الكراهية والعدائية الخبيثة لعملاء الاستكبار ضد الشعب الايراني الشريف وكل ما يرتبط بالثورة والنظام الاسلامي والقائد العظيم الراحل. هذه الجرائم لكنها أصغر من أن تسبب خللا في عزيمة الشعب الايراني. النتيجة الحتمية لهذه الجرائم هي ازدياد الكره تجاه الحكومات الأمريكية وعملائها الإقليميين في المنطقة كالسعودية.[31]»
- قال الرئيس الإيراني حسن روحاني إن الهجوم الذي استهدف مقر البرلمان الإيراني وضريح الخميني في طهران من شأنه زيادة التطرف والعنف في المنطقة، لكنه سيزيد من تماسك البلاد ووحدتها. وقال روحاني: «سنثبت مرة أخرى أننا سوف نسحق مؤامرات الأعداء بمزيد من الوحدة والمزيد من القوة». كما دعا إلى التعاون والوحدة الاقليميين والدوليين.[32] وقال رئيس البرلمان الإيراني علي لاريجاني في تصريحاته الختامية إن الهجوم كان «مسألة ثانوية».[11] وقال النائب الأول للرئيس إسحاق جهانغيري أيضا إن الحكومة ستعزز المکافحة الجذرية ضد الإرهاب المتطرف المنظم.[33] وأدان وزير الخارجية الإيرانى محمد جواد ظريف الهجوم في طهران قائلا: «إن الأرهاب مشكلة نواجهها في الشرق الإوسط والعالم باسره».[34]
- أصدر حرس الثورة الإسلامية بيانا أدان فيه بشدة العمليتين المسلحتين في طهران قال فيه: «إن إراقة الدماء الطاهرة لن تمرّ من دون انتقام». وأضاف البيان: «إن الراي العام العالمي سيما الشعب الإيراني يعتبر أن تنفيذ هذه العملية الإرهابية بعد أسبوع من الإجتماع المشترك للرئيس الأمريكي مع رئيس إحدى الدول الرجعية في المنطقة والتي تدعم بشكل متواصل الإرهابيين التكفريين يحمل معان كثيرة وإن تبني داعش مسؤولية ذلك يدل على ضلوعهم في هذه العملية الوحشية.»[35]

### الدولية
- العراق: بعث رئيس الجمهورية فؤاد معصوم، برقية تعزية إلى الرئيس الإيراني حسن روحاني، دان فيها الاعتداءات المسلحة التي حصلت في إيران، والتي استهدفت مرقد «الخميني» ومجلس الشورى في طهران.[36]
- لبنان: أدان الرئيس اللبناني ميشال عون الهجومين المسلحين اللذان وقعا في العاصمة الإيرانية طهران واقعا عدد من القتلى والجرحي.[37]
- الأردن: بعث الملك عبدالله الثاني، برقية تعزية إلى الرئيس الإيراني حسن روحاني، بضحايا الهجمات المسلحة التي وقعت في مجلس الشورى، وضريح الخميني.[38]
- روسيا: أعرب الرئيس الروسي فلاديمير بوتين، عن تعازيه للرئيس الإيراني، حسن روحاني، في ضحايا الهجمات المسلحة التي استهدفت طهران، مؤكدا على استعداد روسيا للعمل المشترك لمكافحة الإرهاب.[39]
- كازاخستان: أرسل الرئيس الكازاخي نور سلطان نزارباييف برقية تعزية لنظيره الإيراني حسن روحاني في ضحايا الهجمات التي وقعت في مبنى البرلمان وفي ضريح الخميني وأدت إلى مقتل 12 شخصا على الأقل.[40]
- قطر: بعث الشيخ تميم بن حمد آل ثاني أمير دولة قطر ببرقية تعزية ومواساة إلى الرئيس الإيراني في الهجمات التي وقعت في مبنى البرلمان وفي ضريح الخميني وأدت إلى مقتل وإصابة العديد من الأشخاص.[41]
- سوريا: أجرى الرئيس السوري بشار الأسد اتصالا هاتفيا مع رئيس الجمهورية الإسلامية الإيرانية حسن روحاني أعرب خلاله عن تعازيه الحارة لإيران والشعب الإيراني جراء العمليات المسلحة الأخيرة مؤكداً إدانة سوريا لهذه الهجمات التي وصفها بـ «الإرهابية المجرمة» ووقوفها إلى جانب إيران صفاً واحداً في محاربة الإرهاب والتضامن المطلق والثابت مع الجمهورية الإسلامية شعباً وحكومة.[42]
- أذربيجان: بعث رئيس جمهورية أذربيجان إلهام علييف برقية تعزية إلى نظيره الإيراني حسن روحاني أعرب فيها عن مواساته بمناسبة سقوط قتلى وجرحى جراء الأعمال المسلحة في طهران.[43]
- الإمارات العربية المتحدة: بعث الشيخ خليفة بن زايد آل نهيان، رئيس دولة الإمارات العربية المتحدة ببرقية تعزية ومواساة إلى الرئيس الإيراني حسن روحاني، في الهجمات التي استهدفت العاصمة الإيرانية طهران.[44]
- ألمانيا أدان زيغمار غابرييل وزير خارجية ألمانيا الهجوم المزدوج داخل البرلمان الإيراني وضريح الخميني معربا عن عزائه في القتلى، وأمله في تعافي المصابين في هذا الهجوم والذي يثبت مجددًا أن الإرهاب لا يعرف حدودا.[45]
- فرنسا دانت الحكومة الفرنسية في بيان بشدة الاعتدائين المسلحين قائلة «إننا ندين بشدة الهجومين اللذين استهدفا البرلمان الإيراني وضريح الإمام الخميني.» وأضاف البيان أن السفارة تتابع الموقف وقدمت تعازيها لعائلات الضحايا.[46]
- الولايات المتحدة: أعرب الرئيس الأمريكي دونالد ترامب عن تعازيه للإيرانيين على خلفية العمل المسلح الذي ضرب طهران.[47]
- سنغافورة: بعث الرئيس السينغافوري توني تان برقية إلى الرئيس الإيراني حسن روحاني عبر فيها عن خالص العزاء والمواساة باسم الشعب السنغافوري إلى الشعب الإيراني وعوائل الضحايا الثكلى في هذا الهجوم.[48]
- أفغانستان أدانت أفغانستان عبر بيان رئاستها الجمهورية الاعتداءين المسلحين وأكدت مرة أخرى على المكافحة المشتركة لهذه الظاهرة المشؤومة. كما أصدرت الرئاسة التنفيذية للحكومة الأفغانية بيانا نددت فيه بالاعتداءات المسلحين في طهران، وأعلنت أن الشعب الأفغاني يشعر بآلام مثل هذه الهجمات أكثر من أي شعب آخر. وأضاف البيان: «إن الرئاسة التنفيذية بالنيابة عن حكومة وشعب أفغانستان، تدين بأشد العبارات هذه الاعتداءات الإرهابية الجبانة، وتعزي عوائل الضحايا والحكومة والشعب الإيراني العزيز.»[46]
- تركيا: أدانت وزارة الخارجية التركية الهجومين اللذين تعرض لهما مبنى مجلس الشورى الإيراني وضريح الخميني في العاصمة الإيرانية طهران. وقالت الوزارة في بيان أصدرته إنها “تلقت بأسف نبأ الهجومين الإرهابيين وندين هذين الهجومين الدنيئين، ونسأل الله الرحمة للضحايا، ونتقدم بالعزاء لأهاليهم وللشعب الإيراني وحكومته، ونتمنى الشفاء للمصابين”.[46]
- المغرب: بعث العاهل المغربي محمد السادس ببرقية تعزية ومواسات للرئيس الإيراني علي اثر الهجوم.[49]

### منظمات دولية ومحلية وأقليمية
- مجلس الأمن: أدان أعضاء مجلس الأمن ضمن بيان صادر الأربعاء بأشد العبارات الهجمات المسلحة التي وقعت في طهران، معربين عن تعاطفهم العميق وتعازيهم لأسر الضحايا ولشعب إيران، كما تمنوا الشفاء العاجل والكامل للمصابين. وجدّد الأعضاء التأكيد على أن الأعمال المسلحة هي أعمال إجرامية غير مبررة بغض النظر عن دوافعها ومكان وتوقيت وقوعها أو هوية مرتكبيها.[50]
- الاتحاد الأوروبي: عبرت منسقة السياسة الخارجية للاتحاد الأوروبي فيديريكا موغيريني عن تعاطفها مع ضحايا الاعتدائين المسلحين في طهران يوم الأربعاء، واصفة اليوم بأنه يوم حزين للغاية. وقالت منسقة السياسة الخارجية للاتحاد الأوروبي: «اليوم يوم حزين للغاية. اتابع اخبار الهجمات بدقة. ساكون في اتصال مع ظريف. كما عبرت موغريني عن المواساة لضحايا الهجومين الارهابيين، وقدمت التعازي لهم.»[46]
- استنكر حزب الله اللبناني الهجوم قائلا "إن "هذه الجريمة المزدوجة هي محاولة للمس بأمن واستقرار الجمهورية الإسلامية والتأثير على قرارها الثابت بالوقوف إلى جانب حركات المقاومة في المنطقة وعلى موقعها كقلعة متينة في مواجهة الهيمنة والاستكبار والإرهاب" وأوضح "إن القوى التي تقف وراء العصابة التي نفذت هذا العمل الإرهابي العسكري معروفة ومحددة وليست خفية على كل العاقلين والواعين".[51]
- أدانت حركة حماس الهجوم وقالت في بيان صحافي الأربعاء: إنها تتطلع إلى أن يسود الأمن والاستقرار والهدوء، شعوب أمتنا العربية والإسلامية، وأن تتوحد الجهود من أجل مواجهة عدو الأمة المركزي ممثلاً في الاحتلال الإسرائيلي.[52]
- استنكرت حركة أنصار ثورة 14 فبراير البحرينية في بيان الهجوم، فيما حملت ولي العهد السعودي، محمد بن سلمان، المسؤولية.
- أدانت الجبهة الشعبية لتحرير فلسطين علي لسان عضو المكتب السياسي للجبهة كايد الغول بشدة الهجوم وأضاف “يبدو أن الإرهابيين قد استفادوا من نتائج قمة الرياض، التي شكّلت عامل تشجيع لقوى الإرهاب لأن تمارس إرهابها في إيران، وربما يجري تغطية ذلك مع ما تولد في القمة، التي حضرها الرئيس الأميركي دونالد ترامب." ولفت الغول إلى أن تركيز النيران على إيران ناجم عن موقفها من الكيان الصهيوني؛ حيث ترفض بالمطلق شرعية هذا الكيان، وتدعم قوى المقاومة التي تواجهه، وكذلك موقفها مما يجري في سوريا، ومحاربتها الإرهاب هناك.[46]
- المجلس الإسلامي الشيعي الأعلى: استنكر رئيس المجلس الإسلامي الشيعي الأعلى الشيخ عبد الأمير قبلان: "الهجمات التي ضربت طهران في عمل وحشي يعبر عن همجية مرتكبيه وامتهانهم القتل لاجل القتل، اذ يجسدون حقدهم المقيت ضد كل البشر والشعوب”. ورأى أن "هذه الاعتداءات تندرج في اطار ردة الفعل على الانجازات التي تحققها الجمهورية الإسلامية الإيرانية في مكافحة الإرهاب بوصفها رأس حربة تقرن القول بالفعل دون مهادنة لهذا الإرهاب الذي يشكل عدوا للإنسانية جمعاء”.[46]

### هجوم صاروخي علی دير الزور
بعد 11 يوما من الحادثة وفي 18 يونيو 2017 أطلقت قوات الجوفضائية التابعة لحرس الثورة الإسلامية الإيراني ستة صواريخ أرض-أرض متوسطة المدى من نوع «قيام» و«ذوالفقار» (ترقية فاتح -110) من قواعدها المحلية في مقاطعتي كرمانشاه وكردستان الإيرانية تستهدف قوات داعش في منطقة دير الزور السورية ردا على الهجمات التي وقعت في طهران في 7 يونيو 2017. كشفت العلاقات العامة لقوات حرس الثورة الإسلامية في لها في 21 يونيو تفاصيل جديدة عن العمليات ووصفتها ناجحة أدت إلی مقتل أكثر من 170 من عناصر داعش المسلحة حسب البيان.

## وصلات خارجية
- الكشف عن هوية العناصر المنفذة + صور المنفذين- موقع وكالة فارس للأنباء.